# Stephen Gyllenhaal
Stephen Roark Gyllenhaal, född  4 oktober 1949 i Cleveland, Ohio, är en amerikansk filmregissör och producent. Han är sonsons son till Anders Leonard Gyllenhaal av adelsätten Gyllenhaal, som utvandrade från Sverige till USA 1866. Han är far till Jake Gyllenhaal och Maggie Gyllenhaal i sitt äktenskap med Naomi Foner.

## Filmografi (urval)
- 1991 – Paris Trout
- 1992 – Waterland
- 1993 – A Dangerous Woman
- 1995 – Losing Isaiah
- 1998 – På farlig mark
- 2002 – Living with the Dead
- 2012 – Grassroots